# Sharon Gless

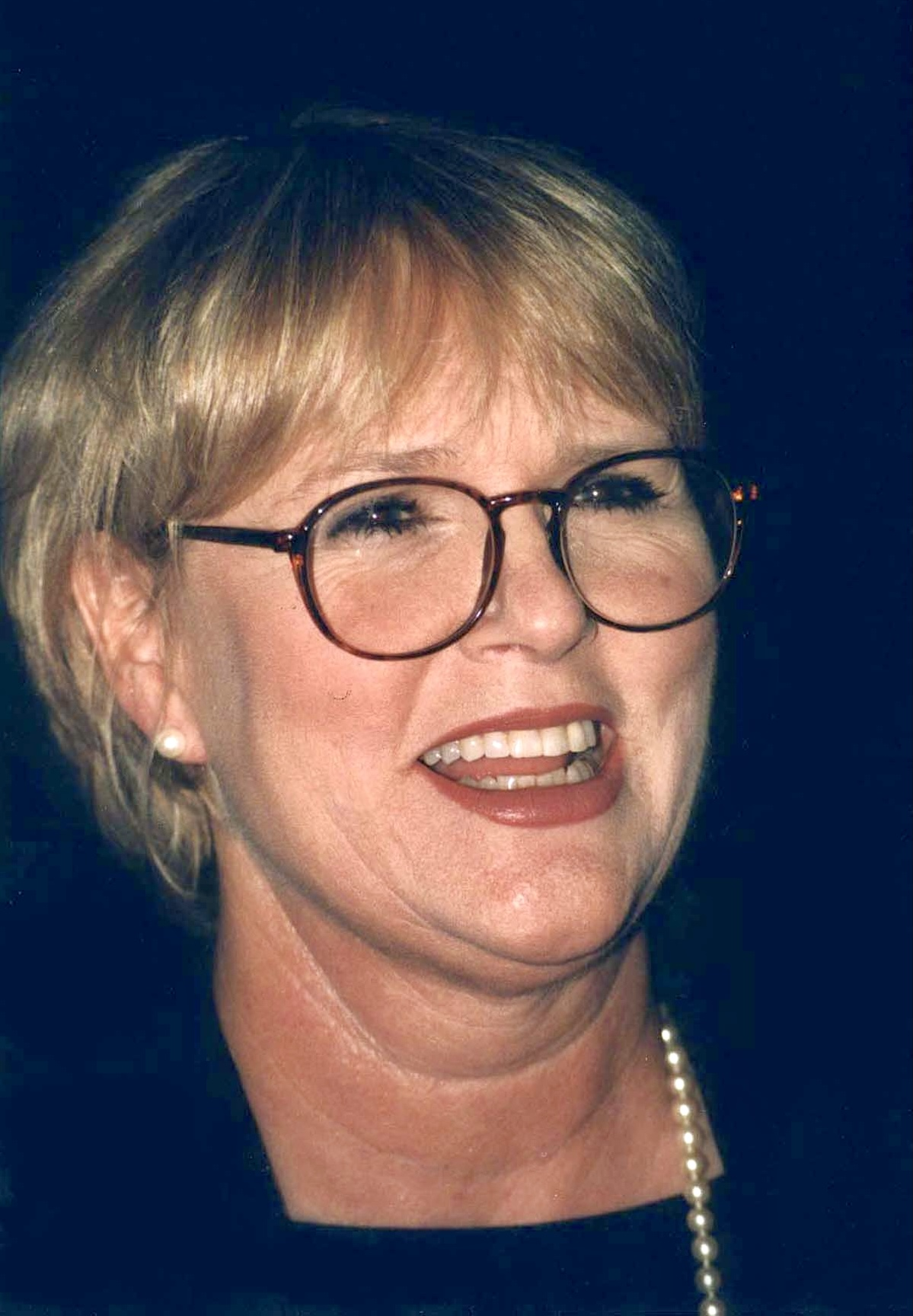
Sharon Gless (1998)

Sharon Marguerite Gless (* 31. Mai 1943 in Los Angeles, Kalifornien) ist eine US-amerikanische Schauspielerin.

## Leben und Karriere
Weltweit bekannt wurde Gless durch die Rolle der Polizistin Christine Cagney in der Krimiserie Cagney & Lacey. Sharon Gless wurde für ihre schauspielerische Leistung in der Serie zweimal mit dem Emmy und einmal mit dem Golden Globe ausgezeichnet. Außerdem bekam sie 1995 einen Stern auf dem Hollywood Walk of Fame unter der Adresse 7065 Hollywood Boulevard.
Nach dem Ende der Serie wurde es ruhiger um Sharon Gless, die in den Folgejahren vor allem in Fernsehspecials zu Cagney & Lacey zu sehen war. Ungewollt in die Schlagzeilen geriet sie, als sie 1990 von einer Stalkerin bedroht wurde.
Im Jahr 2000 gelang ihr schließlich ein erfolgreiches Fernsehcomeback, als sie eine Hauptrolle in der Serie Queer as Folk als Deborah „Debbie“ Novotny erhielt, die sie bis 2005 spielte. Danach bekam sie eine wiederkehrende Rolle in der Serie Nip/Tuck – Schönheit hat ihren Preis. Von 2007 bis 2013 spielte sie die Rolle der Madeline Westen in Burn Notice. In der zehnten Episode der dritten Staffel war sie dort mit ihrer damaligen Schauspielkollegin Tyne Daly (Cagney & Lacey) zu sehen.
2017 wurde sie in die Academy of Motion Picture Arts and Sciences (AMPAS) aufgenommen, die jährlich die Oscars vergibt.
Sharon Gless ist seit 1991 mit Barney Rosenzweig, dem ehemaligen Produzenten der Serie Cagney & Lacey, verheiratet.

## Filmografie (Auswahl)
- 1972, 1975: Notruf California (Emergency!, Fernsehserie, 2 Folgen)
- 1974, 1976: Detektiv Rockford – Anruf genügt (The Rockford Files, Fernsehserie, 2 Folgen)
- 1975–1978: Die Zwei mit dem Dreh (Switch, Fernsehserie, 71 Folgen)
- 1978: Todesflug 401 (Crash)
- 1980: Der Scarlett-O’Hara-Krieg (The Scarlett O’Hara War)
- 1980: Liebe nach Feierabend (Hardhat and Legs)
- 1980: Terror in New York (The Revenge of the Stepford Wives)
- 1982–1988: Cagney & Lacey (Fernsehserie, 119 Folgen)
- 1983: Ein Richter sieht rot (The Star Chamber)
- 1991–1992: Die Fälle der Rosie O’Neill (The Trials of Rosie O’Neill)
- 1994: Cagney & Lacey: Tödlicher Kaviar (Cagney & Lacey: The Return)
- 1995: Cagney & Lacey: Die Tote im Park (Cagney & Lacey: Together Again)
- 1995: Cagney & Lacey: Wer im Glashaus sitzt (Cagney & Lacey: The View Through the Glass Ceiling)
- 1996: Cagney & Lacey: Und nichts als die Wahrheit (Cagney & Lacey: True Convictions)
- 1996: Ayn Rand: A Sense of Life (Dokumentarfilm, Sprecherin)
- 1997: Ein Wink des Himmels (Promised Land, Fernsehserie, 2 Folgen)
- 1998: Mörderin aus Liebe (The Girl Next Door)
- 2000: Ein Hauch von Himmel (Touched by an Angel, Fernsehserie, 1 Folge)
- 2000–2005: Queer as Folk (Fernsehserie, 79 Folgen)
- 2003: Für alle Fälle Amy (Judging Amy, Fernsehserie, 1 Folge)
- 2006: Die Schattenmacht – The State Within (The State Within, Miniserie, 6 Folgen)
- 2007–2008: Nip/Tuck – Schönheit hat ihren Preis (Nip/Tuck, Fernsehserie, 5 Folgen)
- 2007–2013: Burn Notice (Fernsehserie, 111 Folgen)
- 2009: Hannah Free
- 2016: Rizzoli & Isles (Fernsehserie, 1 Folge)
- 2016: The Exorcist (Fernsehserie, 4 Folgen)
- 2017: The Gifted (Fernsehserie, 2 Folgen)
- 2017–2020: Casualty (Fernsehserie, 4 Folgen)
- 2023: Seattle Firefighters – Die jungen Helden (Station 19, Fernsehserie, 1 Folge)

## Auszeichnungen
Emmy
- 1986: Emmy in der Kategorie Hauptdarstellerin in einer Dramaserie als Christine Cagney in Cagney & Lacey
- 1987: Emmy in der Kategorie Hauptdarstellerin in einer Dramaserie als Christine Cagney in Cagney & Lacey
- 2008: Nominierung in der Kategorie Gastdarstellerin in einer Dramaserie als Colleen Rose in Nip/Tuck – Schönheit hat ihren Preis

Golden Globe Award
- 1985: Nominierung in der Kategorie Beste Serien-Hauptdarstellerin – Drama als Christine Cagney in Cagney & Lacey
- 1986: Golden Globe in der Kategorie Beste Serien-Hauptdarstellerin – Drama als Christine Cagney in Cagney & Lacey
- 1987: Nominierung in der Kategorie Beste Serien-Hauptdarstellerin – Drama als Christine Cagney in Cagney & Lacey
- 1988: Nominierung in der Kategorie Beste Serien-Hauptdarstellerin – Drama als Christine Cagney in Cagney & Lacey
- 1989: Nominierung in der Kategorie Beste Serien-Hauptdarstellerin – Drama als Christine Cagney in Cagney & Lacey
- 1991: Golden Globe in der Kategorie Beste Serien-Hauptdarstellerin – Drama als Rosie O’Neill in Die Fälle der Rosie O’Neill
- 1992: Nominierung in der Kategorie Beste Serien-Hauptdarstellerin – Drama als Rosie O’Neill in Die Fälle der Rosie O’Neill

## Publikationen
- 2021: Apparently There Were Complaints: A Memoir, Simon & Schuster Verlag, ISBN 978-1-5011-2595-9 (Autobiografie)
- 2021 (Audible): Apparently There Were Complaints: A Memoir (Autorenlesung)